# Distrikt Haquira
Der Distrikt Haquira liegt in der Provinz Cotabambas in der Region Apurímac in Südzentral-Peru. Der Distrikt wurde am 2. Januar 1857 gegründet. Er hat eine Fläche von 484 km². Beim Zensus 2017 wurden 9430 Einwohner gezählt. Im Jahr 1993 lag die Einwohnerzahl bei 9784, im Jahr 2007 bei 10.437. Sitz der Distriktverwaltung ist die 3671 m hoch gelegene Kleinstadt Haquira mit 3418 Einwohnern (Stand 2017). Haquira liegt 30 km südlich der Provinzhauptstadt Tambobamba.

## Geographische Lage
Der Distrikt Haquira liegt im Andenhochland im Südosten der Provinz Cotabambas. Der Río Santo Tomás, linker Nebenfluss des Río Apurímac, fließt entlang der östlichen Distriktgrenze nach Norden. Der Río Cocha, dessen Nebenfluss, durchquert das Distriktgebiet in ostnordöstlicher Richtung und entwässert dabei das Areal.
Der Distrikt Haquira grenzt im Südwesten an den Distrikt Oropesa (Provinz Antabamba), im Nordwesten an die Distrikte Challhuahuacho und Mara, im Osten an den Distrikt Colquemarca, im Südosten an den Distrikt Quiñota sowie im äußersten Süden an den Distrikt Llusco (die letzten drei in der Provinz Chumbivilcas).

## Ortschaften
Neben dem Hauptort Haquira gibt es folgende größere Ortschaften im Distrikt:
- Ccocha (300 Einwohner)
- Huancascca (558 Einwohner)
- Mocabamba (205 Einwohner)
- Patan (694 Einwohner)
- San Juan de Llachua (463 Einwohner)
- Umuyto (367 Einwohner)

## Im Distrikt Haquira geboren
- Irma Álvarez Ccoscco, peruanische Dichterin, Programmiererin, Software-Übersetzerin und Quechua-Sprachaktivistin